# Bedeu, Teceu
Bedeu (în ucraineană Бедевля, Bedevlea) este localitatea de reședință a comunei Bedeu din raionul Teceu, regiunea Transcarpatia, Ucraina.

## Demografie
Componența lingvistică a localității Bedeu
     Ucraineană (98,97%)
     Alte limbi (1,04%)
Conform recensământului din 2001, majoritatea populației localității Bedeu era vorbitoare de ucraineană (98,97%), existând în minoritate și vorbitori de alte limbi.